# Mátraverebély
Mátraverebély è un comune dell'Ungheria di 2.252 abitanti (dati 2001). È situato nella contea di Nógrád.